# Tatia jaracatia
Tatia jaracatia es una especie de pez silúrido de agua dulce del género Tatia de la familia Auchenipteridae. Habita en cursos fluviales subtropicales del centro-este de Sudamérica.  

## Distribución geográfica
Este pez se distribuye en el centro-este de América del Sur, siendo un endemismo del bajo río Iguazú, en el tramo correspondiente al ubicado antes de las cataratas del Iguazú. Las localidades de colecta corresponden al estado de Paraná, en el sur del Brasil, y en el sector de la misma cuenca en el nordeste de la Argentina, extremo nordeste de la región mesopotámica, al nororiente de la provincia de Misiones (arroyo Deseado). Es la única especie del género que vive en esa cuenca.
Biogeográficamente, es endémica de la ecorregión de agua dulce Iguazú.

## Morfología
Es un pez de pequeño tamaño, alcanzando el mayor ejemplar los 6,6 cm de longitud total.
Se distingue de sus congéneres por tener grandes manchas irregulares pálidas sobre un contrastante fondo de coloración marrón oscuro; por no contar con raya longitudinal, por tener en la aleta caudal una coloración de fondo clara sobre la cual exhibe manchas marrón-oscuro (en los adultos, pues en los juveniles es completamente oscuro) y por tener un proceso humeral largo. 
Esta especie presenta dimorfismo sexual en las aberturas genitales y urinarias, en las proporciones de tamaño entre el lóbulo superior e inferior de la aleta caudal, y en el tamaño, la anchura y la presencia de espinas antrorsas y retrorsas sobre los rayos de la aleta anal.

## Taxonomía
Esta especie fue descrita originalmente en el año 2009 por los ictiólogos brasileños Carla Simone Pavanelli y Alessandro Gasparetto Bifi.
Etimología
Etimológicamente el nombre genérico Tatia rinde honor al ictiólogo británico Charles Tate Regan. El término específico jaracatia alude al curso fluvial donde fue colectado el ejemplar tipo, el 
río Jaracatiá, afluente de la baja cuenca de río Iguazú. Dicho nombre define en idioma guaraní al árbol Jacaratia spinosa, planta muy aprovechada por esa etnia, y común en la región.